# 의왕중학교
의왕중학교(義王中學校)는 대한민국 경기도 의왕시 오전동에 있는 공립 중학교이다.

## 학교 연혁
- 1985년 1월 21일 : 30학급 설립인가
- 1985년 3월 1일 : 초대 최기영 교장 취임
- 1985년 3월 4일 : 10학급 625명 입학
- 1988년 2월 15일 : 제1회 졸업식(600명)
- 2019년 3월 1일 : 혁신학교 지정
- 2022년 1월 5일 : 제35회 졸업식(77명 졸업)
- 2022년 3월 1일 : 제12대 심현규 교장 취임
- 2022년 3월 2일 : 제38회 입학식(57명 입학)

## 참고 자료
- 의왕중학교 - 한국교육학술정보원 학교알리미